# Фредерік Дебергґреве
Фредерік Дебергґреве (1 червня 1973) — бельгійський плавець.
Олімпійський чемпіон 1996 року, учасник 1992 року.
Чемпіон світу з водних видів спорту 1998 року, призер 1994 року.
Чемпіон Європи з водних видів спорту 1995 року.